# پابلو پاچکو
پابلو پاچکو (اسپانیایی: Pablo Pacheco‎; ۲۳ مهٔ ۱۹۰۸ – ۱۹۸۲) بازیکن فوتبال اهل پرو بود.
از باشگاه‌هایی که در آن بازی کرده‌است می‌توان به باشگاه فوتبال اونیورسیتاریو ده دپورتس اشاره کرد.
وی همچنین در تیم ملی فوتبال پرو بازی کرده‌است.